# Нульовий звук
Нульовий звук — високочастотні моди розповсюдження хвиль у Фермі-рідині в умовах, коли у системі не встигає встановитися термодинамічна рівновага. Хвилі нульвого звуку не є хвилями стиснення й розрідження, при його розповсюдженні густина залишається сталою, однак змінюється статистичний розподіл частинок. Назву «нульовий звук» запропонував Лев Давидович Ландау. Вона пов'язана з тим, що такі хвилі можуть розповсюджуватися при абсолютному нулі температури. 
Нульовий звук виникає у випадку, коли {\displaystyle \omega \tau \gg 1}, де {\displaystyle \omega } - частота хвилі, {\displaystyle \tau } — час між зіткненнями частинок. {\displaystyle \tau } обернено пропорційний квадрату температури, тому при нульовій температурі він прямує до нескінченості, допомагаючи забезпечити виконання умови розповсюдження нульового звуку. 
При розповсюдженні нульового звуку поверхня Фермі у Фермі-рідині деформується і набирає вигляду еліпсоїда, витягнутого в напрямку розповсюдження хвилі. 